# Aviação naval

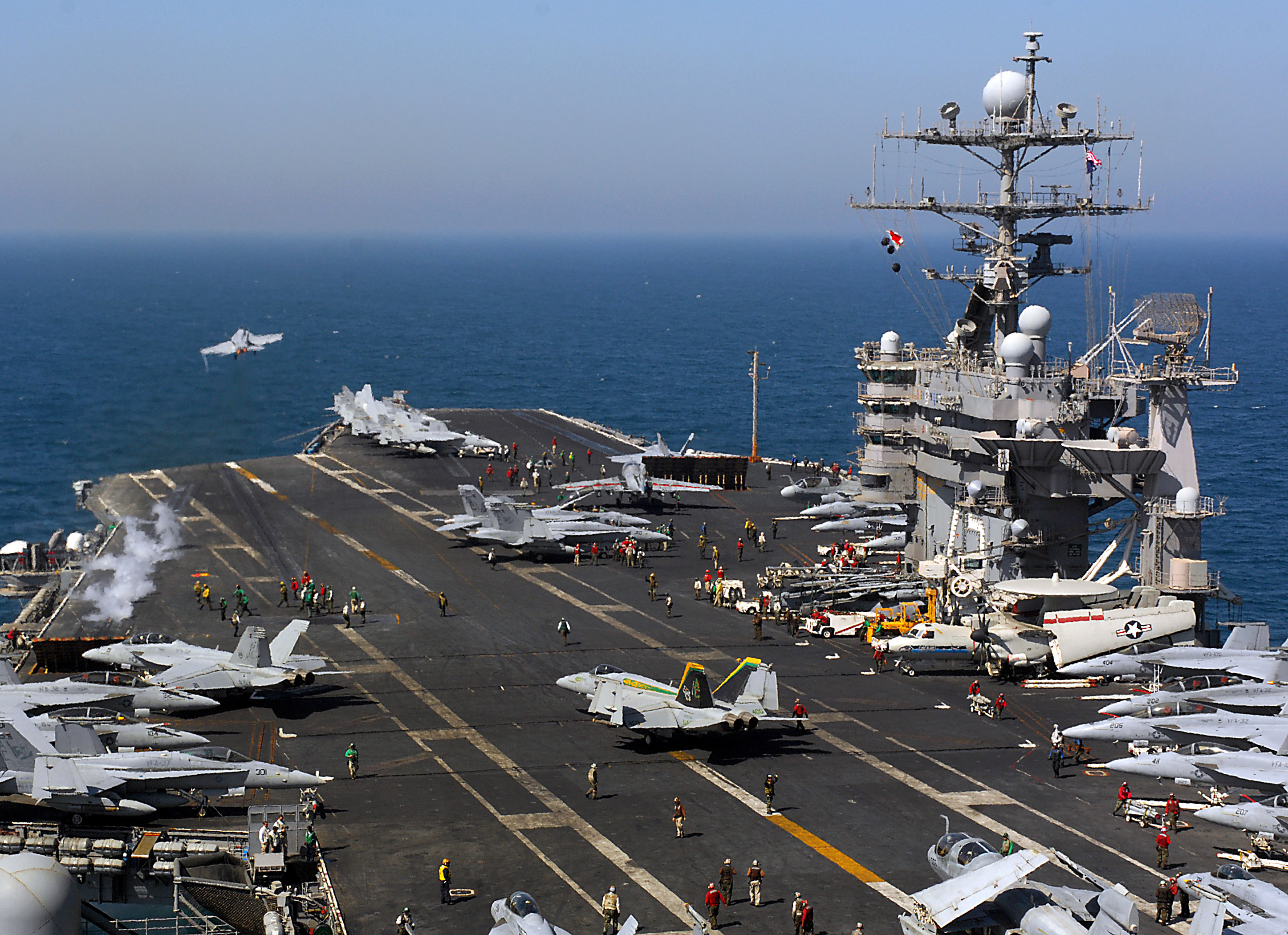
Deck de voo de um porta-aviões.

A Aviação Naval é o ramo da aviação militar destinado a operar em ambiente marítimo, normalmente em cooperação com as forças navais. A Aviação Naval é também conhecida por Aeronáutica Naval, por Aviação Marítima ou por Forças Aeronavais.

## História

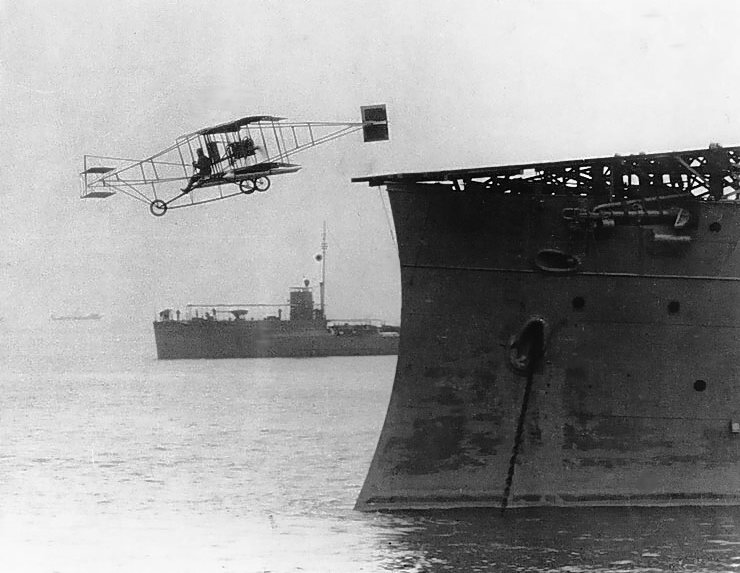
O primeiro avião a decolar de um navio pilotado por Eugene Ely em 14 de novembro de 1910.

O estadounidense Eugene Ely (1886-1911) foi o primeiro piloto a decolar uma aeronave partindo de um navio, o cruzador USS Birmingham, em  14 de Novembro de 1910. Foi também o primeiro a aterrissar uma aeronave num navio, pousando no cruzador USS Pennsylvania em 18 de Janeiro de 1911.

## Aviações embarcada e costeira
A Aviação pode dividir-se em dois tipos, conforme a base de onde as suas aeronaves operam:
- Aviação Embarcada, incluindo helicópteros e aviões que operam a partir de porta-aviões, porta-helicópteros ou de outros tipos de navios;
- Aviação de Base Costeira, incluindo as aeronaves marítimas que operam a partir de bases em terra.

## Missões da aviação naval
Aviação Naval inclui normalmente os seguintes tipos de missões fundamentais:
- Defesa Aérea da Esquadra, desempenhada por aviões de caça e aeronaves de alerta antecipado, baseados em porta-aviões;
- Ataque Marítimo, desempenhada por caça-bombardeiros, bombardeiros e helicópteros de ataque anti-superfície e anti-submarino, baseados em navios ou em terra;
- Patrulha Marítima, desempenhada por aviões de patrulha marítima de longo raio de acção, com capacidade anti-submarina, normalmente baseados em terra;
- Busca e Salvamento, desempenhada por helicópteros e aviões de busca e salvamento marítimo, baseados em navios ou em terra;
- Operações Anfíbias, desempenhada por helicópteros de transporte de assalto e de ataque e por caça-bombardeiros embarcados.

|  |  |  |

## Organização da aviação naval
Originalmente a Aviação Naval era parte integrante das Marinhas dos diversos países que as possuíam. No entanto, quando se começaram a constituir as forças aéreas independentes, foram estabelecidos três tipos de organização e responsabilidade pela Aviação Naval:
- Inteira responsabilidade da Força Aérea, neste caso todas as aeronaves estão integradas na Força Aérea, incluindo as embarcadas em navios da Marinha. Este era o caso da Alemanha durante a 2ª Guerra Mundial e de Portugal entre 1958 e 1993;
- Inteira responsabilidade da Marinha, neste caso a Força Aérea tem poucas ou nenhumas responsabilidades na área aeronaval, estando todas as aeronaves destinadas a esta missão, integradas na Marinha. Este é o caso, por exemplo, das Aviações Navais dos EUA e da Argentina;
- Repartição entre a Força Aérea e a Marinha, neste caso as responsabilidades aeronavais são repartidas entre os dois ramos das forças armadas. Normalmente, neste caso divisão é feita entre a aviação embarcada, integrada na Marinha e a aviação de base costeira, integrada na Força Aérea, sendo o exemplo mais antigo desta divisão, o Reino Unido. Em alguns países, como era o caso do Brasil, a divisão era feita entre aeronaves de asas fixas (na Força Aérea) e de asas rotativas (na Marinha). Neste caso, usa-se preferencialmente o termo "Aviação Naval" para designar a componente aérea da Marinha e "Aviação Marítima" para a componente aeronaval da Força Aérea.

## Aeronaves navais

### Caças e caça-bombardeiros embarcados

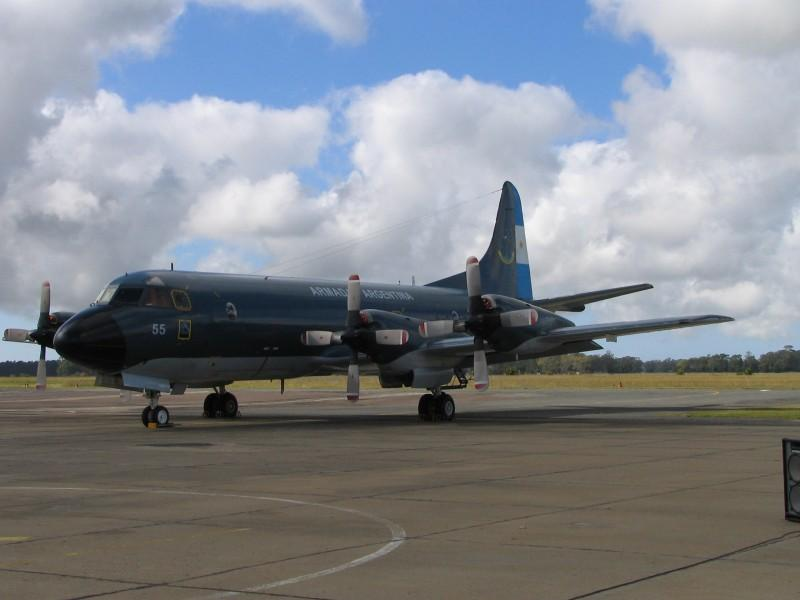
Avião de patrulha marítima de base costeira P-3 Orion da Marinha Argentina.

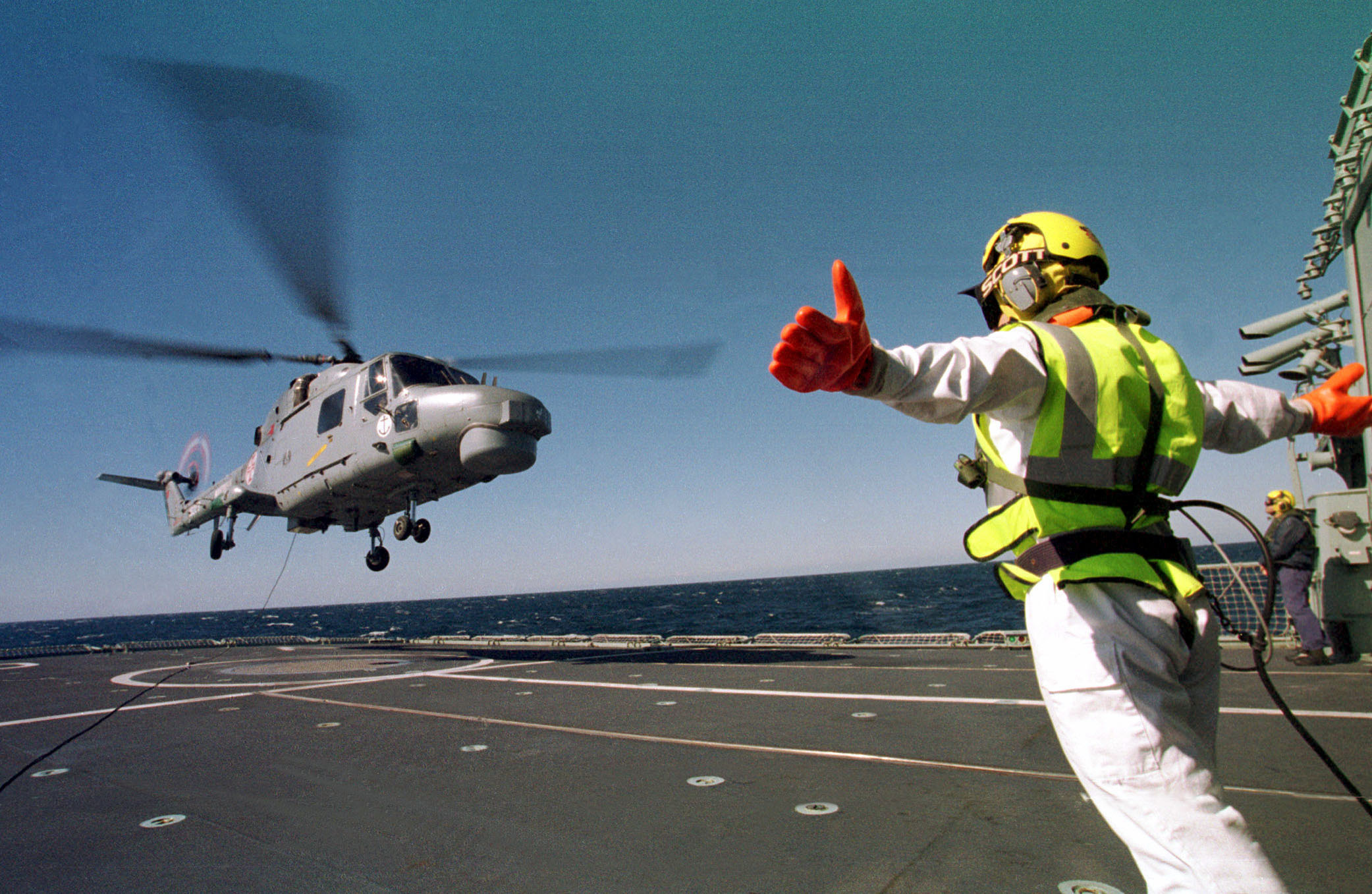
Helicóptero embarcado Lynx da Marinha Portuguesa pousando na fragata NRP Vasco da Gama.

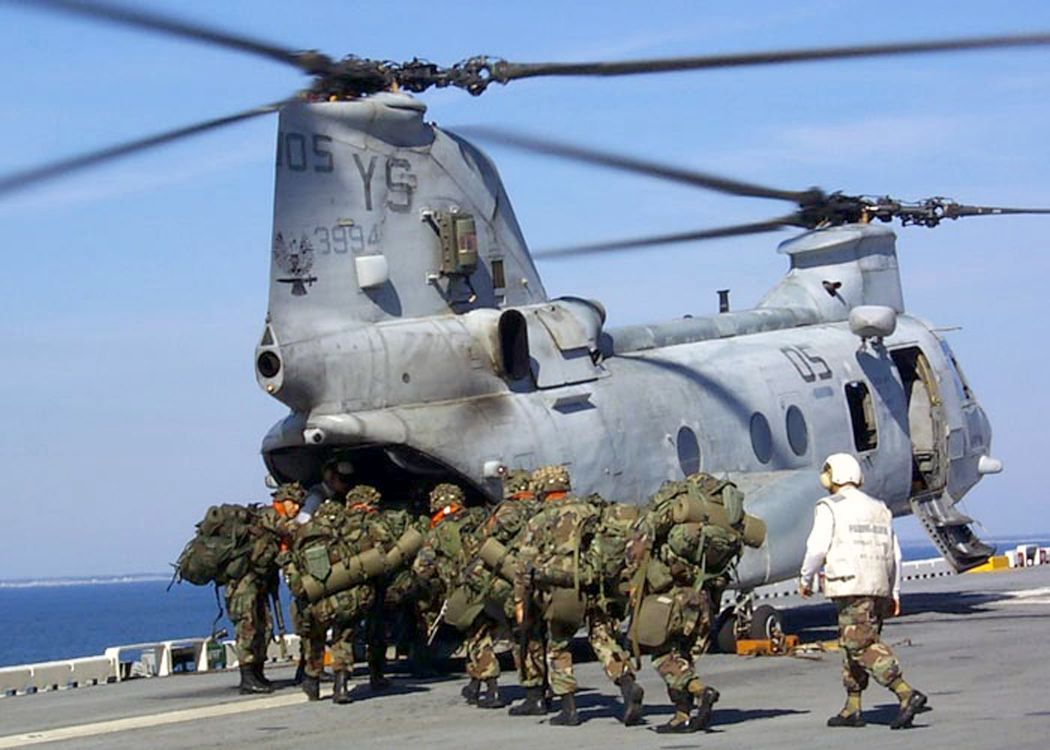
Fuzileiros Navais dos EUA embarcando num helicóptero CH-46 para uma operação de assalto anfíbio a partir do porta-helicópteros USS Saipan.

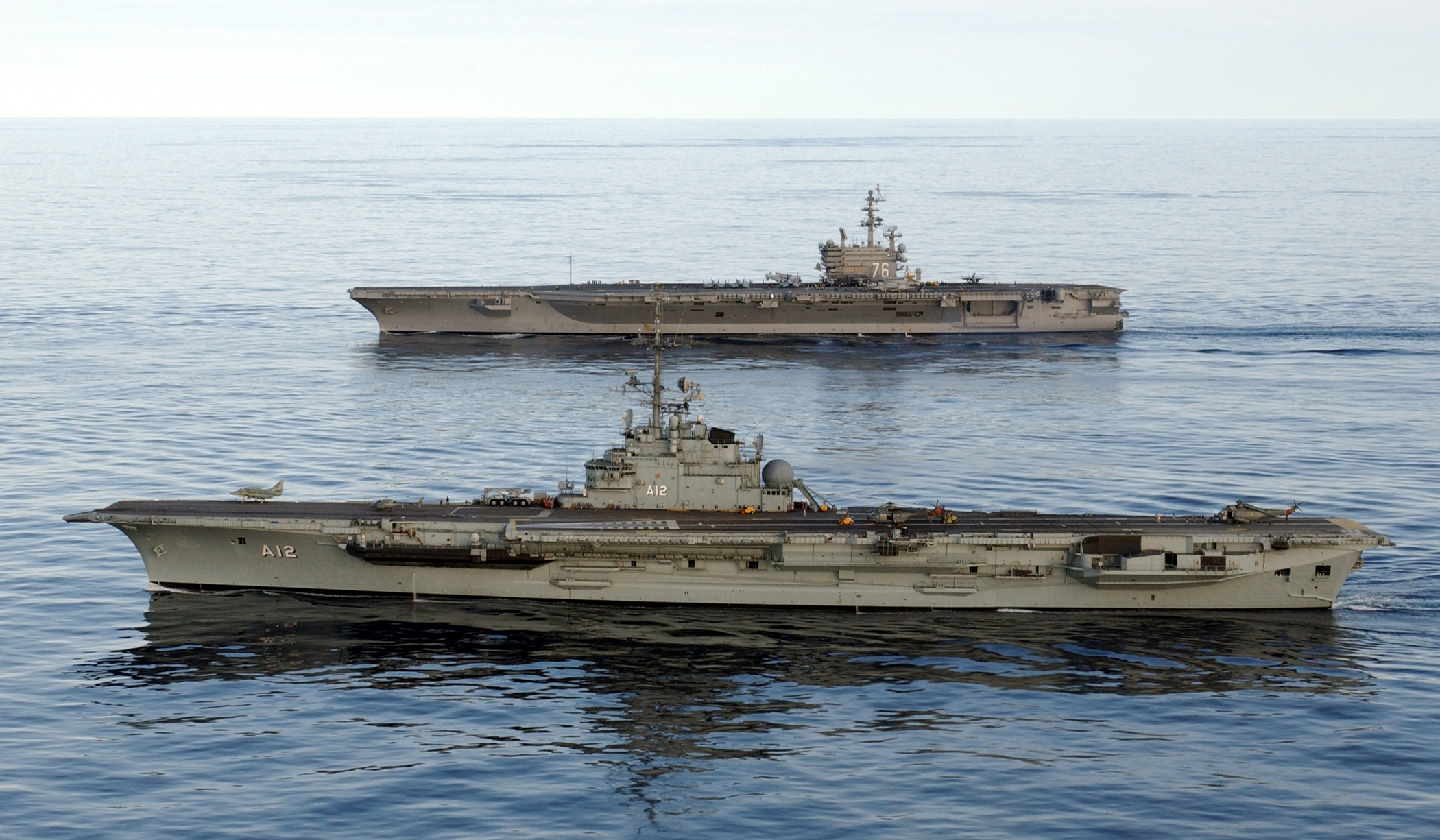
Porta-aviões São Paulo da Marinha do Brasil e Ronald Reagan da Marinha dos EUA em operações aeronavais conjuntas.

- McDonnel Douglas F4H-1 (F-4) Phantom II
- Lockheed Martin F-35 Joint Strike Fighter
- McDonnell-Douglas F/A-18 Hornet
- McDonnell Douglas A-4 Skyhawk
- Grumman A-6 Intruder
- Dassault-Breguet Rafale
- Dassault-Breguet Super Étendard
- British Aerospace Sea Harrier
- MiG-29K "Fulcrum-D"
- Su-27K "Flanker-D"
- Dassault-Breguet Super Étendard

### Aviões de alerta antecipado embarcados
- Grumman E-2 Hawkeye

### Caça-bombardeiros e bombardeiros marítimos de base costeira
- Panavia Tornado IDS
- Tupolev Tu-26

### Aviões de patrulha marítima de base costeira
- Lockeed P-3 Orion
- Dassault-Breguet Atlantique
- Embraer EMB-111

### Helicópteros navais
- Westland Sea King
- Westland Sea Lynx
- Agusta-Westland EH-101
- Boeing CH-46 Sea Knight
- Sikorsky SH-60 Seahawk
- Kamov Ka-27
- Aérospatiale Super Frelon